# Bekkeninstabiliteit

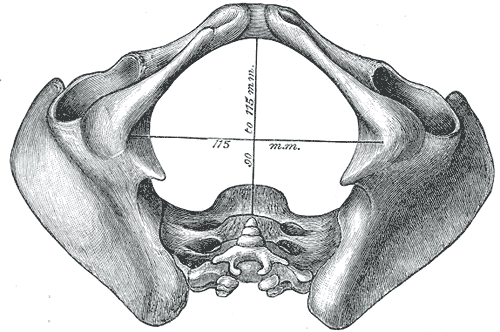
Tijdens de zwangerschap verweken de verbindingen tussen de bekkenbeenderen. Bij drachtige cavia's treedt dit verschijnsel in extreme mate op, zodat de goed ontwikkelde jongen makkelijk door het bekkenkanaal kunnen passeren.

Bekkeninstabiliteit of bekkenpijn is een klachtenpatroon bij vrouwen, die zowel tijdens de zwangerschap als in de periode na de bevalling op kan treden. De term bekkeninstabiliteit is bij nader inzien vervangen door zwangerschapsgerelateerde bekkenpijn.

## Symptomen
Pijn is het belangrijkste symptoom. De pijn kan zich zowel aan de voorkant (schaambeen/liezen) als aan de achterkant (SI gewrichten/ onderrug) manifesteren. Daarbij kunnen vrouwen het gevoel hebben minder controle te hebben over één been, of er daadwerkelijk door heen te zakken. Bekkenpijn heeft vaak grote invloed op het dagelijks leven: vrouwen kunnen belemmerd zijn in alledaagse activiteiten als staan, bukken, zitten, traplopen, wandelen of omdraaien in bed.

## Risicofactoren en voorkomen
Er zijn drie factoren te onderscheiden die het risico op het krijgen van bekkenpijn vergroten: rugpijn buiten de zwangerschapsperiode, lage rug- of bekkenpijn tijdens vorige zwangerschappen, en roken. In een Nederlandse studie gaf 84% van de zwangere vrouwen aan op enig moment in de zwangerschap bekkenpijnklachten. Veel vrouwen ervaren milde klachten, 25 procent van de vrouwen geeft ernstige pijn aan.

## Behandeling
Behandeling kan bestaan uit (een combinatie) van bekkenfysiotherapie, hulpmiddelen en medicatie. Wanneer de klachten in het dagelijks leven belemmerend zijn, kan bekkenfysiotherapie worden geadviseerd. Deze behandeling bestaat doorgaans uit:
- Informatievoorziening over het beloop van de klachten
- Advisering over het verbeteren van de omgang met de klachten, bewegingsactiviteiten en houding
- Oefentherapie, vaak gericht op het verbeteren van de actieve stabiliteit

### Hulpmiddelen
Bij ernstige klachten kan gebruik worden gemaakt van hulpmiddelen, zoals een bekkenband, krukken of een rolstoel. Het gebruik van hulpmiddelen dient plaats te vinden in overleg met (para)medische begeleiding.

### Medicatie
Er is terughoudendheid bij het gebruik van pijnstillers tijdens de zwangerschap. Het gebruik van pijnstillers tijdens de zwangerschap dient altijd te worden besproken met een huisarts of verloskundige.

## Discussie
Volgens de oorspronkelijke theorie zouden tijdens de zwangerschap onder invloed van hormonen de banden en het kraakbeen in het bekken weker worden om ruimte te kunnen maken voor de baby tijdens de bevalling. Het bekken wordt hierdoor minder belastbaar, terwijl de belasting op het bekken groter wordt door de zwangerschap en de baby, waardoor overbelasting en pijnklachten ontstaan.
Ondanks dat er geen bewijs is voor deze theorie staat wel vast dat het gerelateerd is aan een niet-optimale stabiliteit van de bekkengewrichten. Vaak reageren vrouwen op deze verminderde stabiliteit door andere spieren meer aan te spannen (te compenseren). Zowel de buikspieren als de bekkenbodemspieren worden daardoor vaak overbelast. Door deze spieren te veel te gebruiken kunnen weer andere klachten ontstaan zoals ongewild urineverlies, maar ook pijn in het bekkenbodemgebied bijvoorbeeld stuitpijn. Na de bevalling duurt het idealiter 300-500 dagen tot dat de belasting van het bekken weer is zoals voor de zwangerschap.
Tijdens de jaren tachtig en negentig van de 20e eeuw werd de diagnose, die voorheen eigenlijk nooit werd gesteld, veel vaker gesteld bij vrouwen, die langdurig (maanden tot jaren) klachten hadden na een bevalling. De aandoening is omstreden omdat er ondanks vrij veel medisch onderzoek geen medische oorzaak zou zijn gevonden.
De ontkenning van de legitimiteit van de diagnose door de medische wereld heeft geleid tot heftige discussies met (groepen van) patiënten die wel klachten hadden.
In het eerste decennium van de 21e eeuw wordt de diagnose opvallend minder vaak gesteld.